# Alejandro Aravena
Alejandro Aravena (ur. 22 czerwca 1967 w Santiago) – chilijski architekt.
W 1992 r. ukończył studia na Chilijskim Papieskim Uniwersytecie Katolickim. Swoją pracownię założył 2 lata później. Poza pracą projektową zajmował się działalnością edukacyjną w Harvard Graduate School of Design i CPUK. Od 2006 r. tworzy organizację ELEMENTAL zajmującą się projektami społecznymi. W swojej karierze był wielokrotnie odznaczany, m.in. nagrodą Global Award for Sustainable Architecture (2008) czy Srebrnym Lwem na Weneckim Biennale Architektury (2008). Był również finalistą Nagrody Miesa van der Rohe (2000). W 2016 r. został laureatem Nagrody Pritzkera.
W swoim dorobku ma głównie budynki oświatowe i przestrzenie publiczne, ale najbardziej znany jest z działalności w ramach organizacji ELEMENTAL działającej na rzecz poprawy warunków mieszkaniowych osób dotkniętych biedą lub klęskami żywiołowymi.